# Communauté de communes du pays d'Heuchin
La communauté de communes du pays d'Heuchin est une ancienne communauté de communes française, située dans le département du Pas-de-Calais et la région Nord-Pas-de-Calais, arrondissement d'Arras. 
Elle a fusionné avec une autre intercommunalité pour former le 1er janvier 2013 la communauté de communes des Vertes Collines du Saint-Polois.

## Historique
La communauté de communes a été créée par un arrêté préfectoral du 24 décembre 1993.
Le préfet du Pas-de-Calais avait envisagé dès 2011 la fusion des cinq intercommunalités du Ternois : 
- communauté de communes du Pays d'Heuchin,
- communauté de communes du Saint-Polois,
- communauté de communes du Pernois,
- communauté de communes de l'Auxillois
- communauté de communes de la Région de Frévent[2]. Cette grande fusion n'avait alors pas eu lieu.

Dans le cadre de la réforme des collectivités territoriales françaises, par la loi de réforme des collectivités territoriales du 16 décembre 2010 (dite loi RCT)  destinée à permettre notamment l'intégration de la totalité des communes dans un EPCI à fiscalité propre, la suppression des enclaves et discontinuités territoriales et les modalités de rationalisation des périmètres des établissements publics de coopération intercommunale et des syndicats mixtes existants, l'intercommunalité a fusionné avec sa voisine, la Communauté de communes du Saint-Polois, donnant naissance le 1er janvier 2013 à la communauté de communes des Vertes Collines du Saint-Polois.

## Territoire communautaire

### Composition
La communauté de communes était composée en 2012 des 15 communes suivantes :
1. Anvin
2. Bergueneuse
3. Boyaval
4. Eps
5. Équirre
6. Érin
7. Fiefs
8. Fleury
9. Fontaine-lès-Boulans
10. Heuchin
11. Lisbourg
12. Monchy-Cayeux
13. Prédefin
14. Teneur
15. Tilly-Capelle

## Organisation

### Siège
L'intercommunalité avait son siège à Heuchin, 17 rue d'Hesdin.

### Élus
L'intercommunalité était administrée par son conseil communautaire, constitué de délégués des conseils municipaux de chacune des communes membres.

### Présidents
| Période                                  | Période          | Identité          | Étiquette | Qualité |
| ---------------------------------------- | ---------------- | ----------------- | --------- | --- |
| 1993                                     | ?                | Charles Delaire   |           | Maire de Heuchin (1990 → 2006) conseiller général d'Heuchin (1988 → 2006) |
| Les données manquantes sont à compléter. |                  |                   |           | |
| ?                                        | 31 décembre 2012 | M. Claude Coquart |           | Maire de Fontaine-lès-Boulans (1991 → ) Vice-président de la CC Vertes Collines du Saint-Polois (2013 → 2016) Vice-président de la communauté de communes du Ternois (2017 → ) |

### Compétences
L'intercommunalité exerçait les compétences qui lui étaient transférées par les communes membres dans les conditions fixées par le Code général des collectivités territoriales. Il s'agissait de :
- aménagement de l'espace ;
- action de développement économique ;
- protection et mise en valeur de l'environnement et soutien aux actions de maîtrise de la demande d'énergie ;
- création et aménagement et entretien de la voirie ;
- construction entretien et fonctionnement d'équipement culturels, sportifs et d'enseignement préélémentaire et élémentaire ;
- action sociale d'intérêt communautaire ;
- politique du logement et du cadre de vie d'intérêt communautaire ;
- action dans la culture et le sport.

### Régime fiscal et budget
La Communauté de communes était un établissement public de coopération intercommunale à fiscalité propre.
Afin de financer l'exercice de ses compétences, l'intercommunalité percevait la fiscalité professionnelle unique (FPU) – qui a succédé à la taxe professionnelle unique (TPU) – et assure une péréquation de ressources entre les communes résidentielles et celles dotées de zones d'activité.
Elle percevait également une dotation globale de fonctionnement bonifiée.

## Pour approfondir